# 33. nordlige breddekreds
Den 33. nordlige breddekreds (eller 33 grader nordlig bredde) er en breddekreds, der ligger 33 grader nord for ækvator. Den løber gennem Afrika, Asien, Stillehavet, Nordamerika og Atlanterhavet.